# 34297 Willfrazer
34297 Willfrazer è un asteroide della fascia principale. Scoperto nel 2000, presenta un'orbita caratterizzata da un semiasse maggiore pari a 2,3720006 au e da un'eccentricità di 0,1070954, inclinata di 8,53756° rispetto all'eclittica.